# Compagnie du chemin de fer de Rambervillers à Charmes
La Compagnie du Chemin de fer de Rambervillers à Charmes est une société anonyme, créée en 1866, à la suite de la concession du chemin de fer d'intérêt local de Rambervillers à Charmes, concédée  par le département des Vosges à MM. Retournard, Vélin, Gentilhomme, François et Geoffroy.

## Histoire
Le vote de la loi du 12 juillet 1865 sur les chemins de fer d'intérêt local rend possible la desserte des  petites communes, la constitution de la compagnie, trouve son origine dans la motivation d'entrepreneurs de Rambervillers désirant bénéficier de la modernité du transport par chemin de fer en reliant leurs affaires et leur commune à la grande ligne de Nancy à Épinal.  
Après les négociations et tractations d'usages, le traité provisoire du 25 août 1866 accorde la concession pour un chemin de fer d'intérêt local de Rambervillers à Charmes, à ce groupe de personnalités habitants à Rambervillers : François Retournard, propriétaire ; Jean-Dominique Vélin, fabricant ; René Gentilhomme, négociant ; Émile François, négociant ; et Paul Geoffroy, fabricant. Le département s'engage, à livrer les terrains nécessaires, à verser une subvention de 425 000 francs, à céder les engagements de subvention des communes et des propriétaires qui s'élève 249 700 francs, à céder deux subventions de l'État de 150 000 francs et 273 900 francs. Les concessionnaires s'engagent à exécuter le chemin de fer suivant les clauses du cahier des charges annexé et à créer une société anonyme dont le capital en actions ne peut être inférieur à 800 000 francs.
À peine la ligne concédée, la compagnie concessionnaire signe un accord avec la Compagnie des chemins de fer de l'Est pour la construction et l'exploitation de la ligne. À voie unique, elle ouvre en 1871. Seul lien vers Rambervillers jusqu'en 1902, la ligne perd de son intérêt lors de l'ouverture de la ligne Bruyères — Rambervillers. En 1934, la Compagnie de l'Est afferme donc la ligne à la Compagnie des chemins de fer secondaires du Nord-Est.
En 1938, lors de la création de la SNCF, la compagnie de Rambervillers à Charmes existe toujours. Mais l'intégration de la ligne au réseau SNCF est de courte durée : dès 1939, le trafic y cesse.

## Chronologie
Textes officiels
- 25 juin 1866 traité avec la compagnie des chemins de fer de l'Est
- 31 juillet 1866 procès-verbal de la commission d'enquête
- 5 septembre 1866 délibération du conseil général des Vosges approuvant le chemin de fer
- 25 août 1866 traité entre le préfet des Vosges et les entrepreneurs
- 4 novembre 1866 nouveau traité entre le préfet des Vosges et les entrepreneurs
- 27 mai 1867 avis du conseil général des ponts et chaussées
- 23 juillet 1868 lettre du ministre secrétaire d'État au département de l'intérieur
- 1er août 1868 accord du directeur des fortifications de Metz
- 23 août et 18 novembre 1868 Décret impérial déclaration d'utilité publique
- 12 septembre et 18 novembre modification du décret du 28 aout